# Investiture de Charles de Gaulle
L'investiture de Charles de Gaulle de 1959 désigne l'ensemble des évènements relatifs à la passation des pouvoirs entre René Coty et Charles de Gaulle à l'issue de l'élection présidentielle française de 1958. Elle marque le début de la présidence de Charles de Gaulle (1959-1969).

## Contexte
Charles de Gaulle souhaite la cérémonie de passation de pouvoirs majestueuse afin de sacraliser à nouveau le pouvoir et rétablir l'image de l’État. La passation est fixée pour le 8 janvier 1959.

## Cérémonie

### Arrivée au palais de l’Élysée et entretien avec le président sortant
À 11 heures, la grande voiture présidentielle, portant un fanion tricolore, entre à l'hôtel Matignon pour mener Charles de Gaulle au palais de l’Élysée. Une haie d'honneur ininterrompue de policiers et de gendarmes suit la route empruntée par le chauffeur. Le président nouvellement élu arrive à 12h10 dans la cour d'honneur du palais, où il est reçu par Charles Merveilleux du Vignaux et le général Ganeval, les deux principaux membres du cabinet du président Coty.
René Coty attend Charles de Gaulle sur le perron et l'invite à entrer dans le palais. L'entrevue ne dure que quelques minutes.  

### Cérémonie dans la salle des fêtes
Accompagnés à la salle des fêtes, René Cassin, vice-président du Conseil d'État, énonce le résultat de l'élection présidentielle. Le grand collier de la Légion d'honneur est remis à de Gaulle. René Coty fait un bref discours, où il dit que « Le premier des Français est désormais le premier en France ». Le nouveau président déclame lui aussi un court discours, qu'il a écrit lui-même. Il remercie le président Coty, dont il loue « les paroles d’une sagesse d’autant plus frappante qu’elles ont été prononcées par un grand citoyen
quittant aujourd’hui avec une dignité parfaite le mandat qu’il a exercé d’une façon vraiment exemplaire ».  

### Départ du président sortant
Le président de Gaulle donne un repas en l'honneur du président Coty, afin de souligner la continuité de l’État à travers les républiques. Ils prennent à 14h45 la voiture ensemble afin d'être conduits à l'Arc de triomphe de l'Étoile. Ils rentrent chacun séparément, et la voiture présidentielle remonte les Champs Elysées avec, aux côtés du président, Georges Pompidou, que de Gaulle a ainsi voulu remercier pour son soutien lors des sept mois passés à l'hôtel Matignon.